# Aardbeving Pichilemu 2010
De aardbeving van Pichilemu in maart 2010 was een aardbeving met een momentmagnitude van MW = 6,9 in het Zuid-Amerikaanse land Chili. De aardbeving vond plaats op 11 maart 2010 om 11:39:44 lokale tijd. Er werd geen tsunami-alarm afgegeven.
De media beweert dat de aardbeving een naschok was van de aardbeving in februari. Een voorlopige geologische samenvatting gegeven door de USGS is van mening dat het een onafhankelijke aardbeving was. Hoewel deze wel werd veroorzaakt door de verandering van de regionale stress, veroorzaakt door de aardbeving van februari.
Veel schade werd gemeld in Pichilemu, verschillende huizen en een historisch casino werden met de grond gelijk gemaakt. Twee mensen kwamen om het leven, één in Pichilemu en één persoon uit Talca.
Januari: Salomonseilanden (3 januari) · Californië (10 januari) · Haïti (12 januari) -
Februari: Bougainville (1 februari) · Riukiu-eilanden (26 februari) · Chili (27 februari) -
Maart: Taiwan (4 maart) · Sumatra (5 maart) · Turkije (8 maart) · Chili (11 maart) · Japan (14 maart) · Obi-eilanden (14 maart) -
Mei: Sumatra (9 mei) · Vanuatu (27 mei) -
Juni: Papoea (16 juni) -
Oktober: Sumatra (25 oktober)